# Fosna-Hensbackakulturen

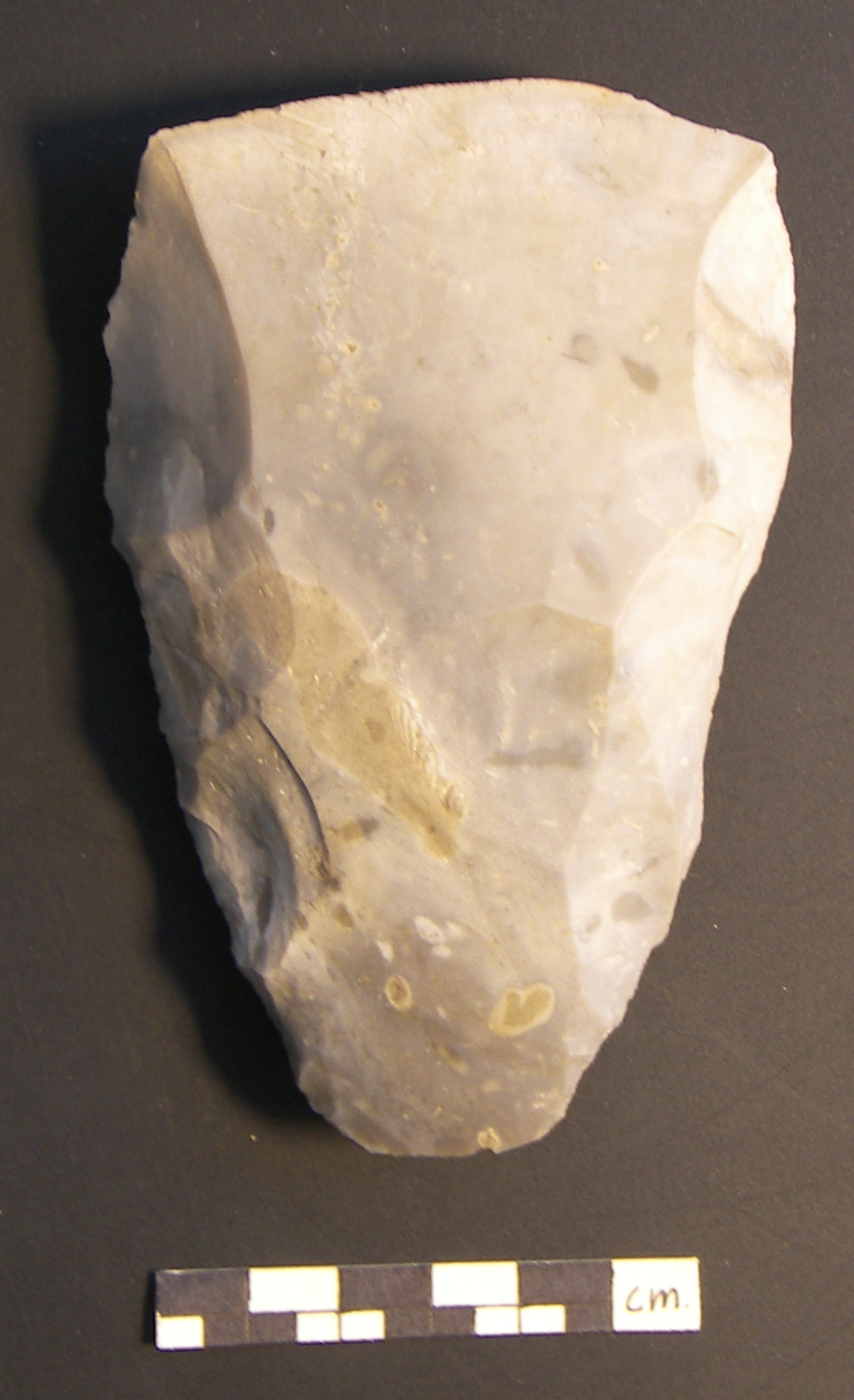
Skivyxa, typisk för Fosnakulturen.

Fosna-hensbackakulturen är ett kulturkomplex som finns i både Sverige och Norge. Kopplingen till Ahrensburgkulturen görs bland andra av Grahame Clark i The earlier Stone Age settlement of Scandinavia Gruppen levde av jakt, fiske och insamling. Kulturen dateras till äldre stenålder och tog slut cirka 7600 f.Kr. och kan relateras som en efterföljare till den paleolitiska Ahrensburgkulturen i norra Tyskland. Forskning i Bohuslän av Lou Schmitt har föreslagit att människor från Ahrensburgkulturen säsongsvis flyttade till Bohuskusten.

## Fosnakulturen
Fosnakulturen är namngiven efter Fosna i Kristiansunds skärgård och man talade ursprungligen om Fosnakultur längs västkusten i mellersta Norge och längs Oslofjorden. Det finns fynd även på Norges sydkust och i det tidigare fyndtomma området mellan Trondheim och Tromsø finns också boplatser. Kulturen beskrevs ursprungligen av den norske arkeologen Anders Nummedal. Fosnakulturen är nära relaterad med Hensbackakulturen på svenska västkusten. I nordligare Norge återfinns den samtida Komsakulturen som också upptäcktes av Nummedal. Det är ofta havsanknutna boplatser vid det nordeuropeiska Skandinaviens uppsplittrade, örika, klippiga västkust. På senare år har boplatser också hittats i inlandet.

## Fynd
Flinta (strandflinta) var det viktigaste råmaterialet. Den äldre delen av Fosnakulturen kallades därför ofta flintplatsfasen.
På boplatserna har endast redskap av sten och flinta, och avfallet efter redskapsproduktionen bevarats. Kulturens ledartefakter består av kärnyxor,  men främst skivyxor, mikroliter, eneggade tångespetsar, sticklar och olika spånredskap. Dess redskap har sin utgångspunkt i spåntillverkning från plattformskärnor (inte cylindriska kärnor eller handtagskärnor).

## Forskningshistoria
De första fyndet från Fosnakulturen gjordes av Anders Nummedal, vid Voldvatnet på ön Nordlandet i Kristiansund. Nummedal var lärare med stort intresse för geologi och arkeologi. Det var under studiet av strandlinjer från tiden efter istiden som han upptäckte bearbetad flinta högt i terrängen.
I ett brev från 1910 till Karl Ditlev Rygh på Trondheims museum skrev Nummedal: Förra onsdagen beslöt jag att leta efter flint på Kirklandet i Kristiansund. Jag sökte på alla platser där marken var bar på grund av grävning eller upplöjd. Resultatet förvånade mig :På varje plats jag besökte fann jag av människor bearbetad flinta. Senare sökningar på Kirklandet och Nordlandet har gett samma resultat. Jag känner nu till 15 platser i och omkring staden Kristiansund.
Vid samma tid publicerade han en tidningsartikel i Romsdals Amtstidende där han presenterade sina fynd som 5000 år gamla och att han funnit lika många skivyxor på Kirkelandet som man tidigare funnit i hela Norge. Tidningsartikeln väckte uppståndelse bland arkeologerna i Norge som inte blev övertygade. Den 4 november 1910 publicerade Nummedal en artikel i Romsdals Amtstidende med titeln  Stenåldersbosättning runt Kristiansund,i Norge bebodda under den palaeolitiska perioden. Ryghs svar att det faktum att det finns artefakter i större material som liknar typer från Centraleuropas paleolitikum bevisar inte att dessa artefakter hör till denna period. Ingenting i samlingen kan dateras tidigare än neolitikum.
Under åren därefter gjorde Nummedal ett större registreringsarbete, och påvisade motsvarande boplatser på Nordvestlandet och vidare söderut på Vestlandskusten, och i Oslofjordområdet. Då det stod klart att dessa boplatser var del av ett större fyndkomplex, uppkallades de efter de första fynden efter Kristiansunds alternativa namn, Fosna.
Fosnakulturens upphov och datering har diskuterats sedan den hittades. I Karl Ryghs första publikation 1911 knyter han fynden till den sydskandinaviska ertebøllekulturen. Nummedal argumenterade för att fynden var äldre. Han kunde inte peka på några direkta paralleller till fynd på kontinenten, så han antog att fosnafolket hade sitt upphov på nordsjöfastlandet, det som idag kallas Doggerland.
Nummedal blev 1921 anställd på Oslos arkeologiska museum och fortsatte med åtskilliga undersökningar och publicerade korta beskrivande uppsatser. Hans arbeten från 1922 Den eldre steinalderen vår.  och 1923 Om flintpladsene. är mer nyanserade tolkningar av hans fältarbete under den sista tioårsperioden. Han huvudintresse var dateringen av dessa tidiga stenåldersboplatser. De norska fynden var olika de danska erteböllefynden och liknade mer danska Maglemose-typer. De norska artefaktsamlingarna innehöll också senpaleolitiska former som inte hade hittats på andra ställen i Skandinavien, argumenterade han för. Hans systematiska undersökningar av högt belägna marina skal och moräner längs Norges centrala kust stödde att mollusklämningar hade avsatts i ett kallare klimat, och att kusten var exponerad under en tidig del av den efterglaciala perioden. Geologiska data motsade inte äldre dateringar för dessa boplatser. Hans åsikter uttryckta i tidningsartiklar i början av 1910-talet vann då mer stöd bland norska arkeologer, till exempel i H. Shetligs Primitive tider i Norge: En oversigt over stenalderen.

## Nyare fynd
2020 fanns ett mycket större material att bygga på och helt andra dateringsverktyg än i början av 1900-talet. Forskningen kan lättare dra paralleller med arkeologiska fynd på kontinenten. I den första invandringsfasen har särskilt Ahrensburgkulturen dragits fram som en klar kandidat. Det är viktigt att betona att dessa tidigmesolitiska kulturer (Ahrensburgkulturen, fosna-, hensbacka- och maglemose-) är vetenskapliga begrepp och skapade av forskare i vår tid, och har mycket lite att göra med hur dåtidens människor uppfattade sig själva. 

### Högnipan
Boplatsen ligger på gränsen mellan Sarpsborg och Rakkestad. Högnipan uppfattades som Norges äldsta boplatser eftersom  de låg på 150-160 meters höjd och de hade varit strandboplatser och de tolkades som 10 000 år gamla. Boplatserna upptäcktes i mellankrigstiden, och Anders Nummedal företog en liten provgrävning. 1961 undersöktes platsen av Erling Johansen. Fynden på boplatsen stödjer den höga strandlinjedateringen: tångespets av ahrensburgstyp, lansettformeda mikroliter och eneggade pilar, och skivyxor och sticklar.
Boplatserna låg i en skärgård med inlandsisen i närheten. Området med boplatsen låg på en rad holmar och skär utanför iskanten. Havsnivån var 150 meter högre än i dag. De tre boplatserna ligger nära varandra, numera i kanten av två små myrar, Rörmyr och Mellanmyr. Bara Rörmyr II-materialet är vetenskapligt behandlat och publicerat. En stenformation på en av de andra boplatserna har tolkats som ett golv i en hydda, och spår av ett vindskydd på en annan. På Rörmyr II-boplatsen grävdes 100 kvadratmeter ut. Tre anhopningar av flinta med 600 redskap och avslag hittades. Två eldstäder påvisades och fynden låg runt dessa. Platsen tolkas som kortvariga uppehåll, en jaktstation. Det var marina resurser som utnyttjades och man måste haft båtar. Det finns en naturlig tilläggningsplats. Gruppstorleken var liten. På platsen har man tillverkat och reparerat sina jaktvapen innan man drog vidare.

### Galta
Men fann sedan en boplats vid Galta på Rennesøy i Ryfylke, som dateras till mellan 10 500 och 9 300 B.P., kalibrerat ca. 9 400 f.Kr, det är stor osäkerhet i dateringen. Arkeologiskt är platsen känd för flera stenåldersboplatser. Den äldsta av dem, Galta 3,  blev undersökt 1989–1990. Galta 3 var till 2007 den äldsta platsen vid kusten i Sydnorge. Redskapen som hittades på boplatsen tyder på att stenåldersfolket här tillhörde den kulturkretsen som arkeologerna kallar Ahrensburgkulturen. Hela området i det som nu är Nordsjön var fast land, Doggerland. Det kan ha varit möjligt att paddla över Norska rännan i skinnbåtar men man kan också ha tagit vägen utmed svenska västkusten, vilket är den väg arkeologerna håller för troligast i sina tolkningar.

### Möre och Romsdal
I Møre och Romsdal har man från 1990 och fram till 2007 gjort stora nya fynd av fosnakulturen på Tjeldbergodden i Aure kommun, vid Nyhavna på Gossen i Aukra, vid Hestvikholmane i Averøy (se nedan) och vid Kvernberget och Orvikan på Nordlandet i Kristiansund. Alla dessa undersökningar gjordes i samband med utbyggnader for olje- och gasverksamheten på sockeln utanför mellersta Norge, samt exploateringar för transport, näringsliv, och industri.
Undersökningen på Nyhavna var Norges största undersökning med totalt sysselsatta 65 årsarbeten, med 123 grävande arkeologer och studenter under den 14 månader långa fältperioden. Ledaren Hein Bjerck räknar med att runt 250 personer har varit direkt involverade i projektet. Kostnaden för projektet blev över 80 miljoner norska kronor. Platsen grävdes ut för att där skulle byggas en gasanläggning för att ta emot gas från gasfältet Ormen Lange i Nordsjön. Resultaten publicerades i en bok Ormen Lange Nyhamna. NTNU Vitenskapsmuseets arkeologiske undersøkelser på över 600 sidor 

### Hestvikholmane
Lokal 1 har troliga spår av olika aktiviteter i flera perioder. Den äldsta tidligmesolitiska fasen har haft flera aktivitetsområden och en möjlig golvyta. Den tidligmesolitiska delen av lokal 1 kan vara resultatet av flera separata och relativt kortvariga besök, men det ser ut att röra sig om olika slags aktiviteter än lokal 2. Den tolkade golvytan på lokal 2 ser i en viss grad ut att ha hållits ren från avslagsavfall.
Avslagen ligger in situ inom golvytan på lokal 2. Detta kan förklaras av olika varaktighet i bruket av boplatsen. Lokal 2 kan vara resultatet av ett kort uppehåll på kanske bara ett dygn. Det kan röra sig om två personer på jaktexpedition som har slagit läger på kvällen, fått upp tältet efter lite undanröjning av sten och sovit en natt. På morgonen har de producerat redskap och därefter packat tältet. De har gjort upp en eld och lagat lite mat.
På lokal 1 däremot, kan både mängden av avfall och att man har rensat bort avfall inomhus tyda på att man bott i lägret några dagar, eller att man har planlagt att bruka samma lägerplats flera gånger. En småstensinpackning på boytan S 14 är delvis påförd och detta har tagit en del tid vilket pekar mot långsiktigare bruk av ytan.

### Reinsvatnet och renjakt i Fosnakulturen
Under en vecka 2007 blev boplatsen R1 utgrävd. Bara en gång under 2007 hade boplatsen legat över vattennivån. De bevarade torvlagren låg intakta också våren 2009. 25 kvadratmeter blev då undersökta och 3000 flintavslag, redskapsrester, kärnor och annat flintmaterial kom i dagen. Fyndmassan är liten i relation till de stora boplatserna vid kusten och tyder på färre människor under en kortare period än på kustboplatserna. Norr om en större sten var fynden tätast och där fanns rester av en eldstad. Fynden låg i två koncentrationer som är troliga arbetsplatser. Undersökningar vid Reinsvatnet i Sunndal kommun 2006 och 2009 avslöjade flera boplatser och boplatsen R1 gav tidiga C-14-dateringar på 10900-10430 BP.Tidigare trodde man att fosnakulturen var kustbunden och att inlandslokaler var undantag. Fyndet av fosnakaraktär i Storlidalen gjorde att man övergav detta synsätt. Fosnafolket hade antagligen säsongsvis renjakt i det inre av landet. Det var renen som lockade. Boplatsen på Innvik blev därför bättre förklarad. Med den senare tidens många fynd i Sunndalsfjällen har detta bekräftats.
Platsen var en renjägarboplats vilket visas av den stora mängden av pilspetsar i fynden, många fler än på kustboplatserna. Bara en skivyxa hittades vilket är vanliga fynd på kustboplatser. Fyndmängden talar för att boplatsen bara brukades under ett år. Runt sjön  Reinsvatnet har man hittar 8 boplatser. Fynden har lett till flera nyfynd i Turbodalen. Boplatser hittades vid vattenkraftsdammar då vattenståndet är lågt och flintan har kommit att ligga bar efter att omgivande torv har eroderats bort av vattnet. Boplatsen vid Sandvatnet har redskap från samma period som R1. Platsen ligger normalt under vatten på en liten udde.  2009 kunde man se se rester av två strukturer, stenringar i sanden, som en gång har varit eldstäder.

### Äldsta boplatsen Pauler 1
En av dessa boplatser i Vestfold, Pauler 1, är daterad till cirka 10 200 B.P. (kalibrerat ca. 9800 f.Kr.) och räknas som den äldsta som har hittats i Norge. Den äldsta boplatsen ligger mer än 127 meter över havet. För 11 000 år sedan var detta en lugn vik vid havsstranden med sandstrand. Kanske var inlandsisen synlig då boplatsen var bebodd. Fyndet har väckt internationell uppmärksamhet. Fynden på platsen var en tältring, eldstäder och över 7000 fynd: pilspetsar, yxor, skrapor, sticklar och mängder av avfall efter redskapsproduktionen. Platsen ligger på fjället över Paulertunneln på E18 genom Larvik. I Vestfold gjordes 2007 fler fynd längs den nya E18-sträckningen från Farriseidet vid Larvik till Langangen i Porsgrunn. Dessa platser grävdes ut 2007 och 2008.

### Skelettfynd
Ett annat fynd som väckt stort intresse är det så kallade Sol-funnet från Søgne som gjordes 1994. Søgnekvinnan är Norges näst äldsta skelettfynd. I Aust-Agder gjordes 2014 och 2015 utgrävningar längs nya E18 på sträckan Arendal - Tvedestrand bland annat vid Sagenei Austre Moland och vid Kvarstad i Tvedestrand.

### Förlegade rasteorier
Under första halvan av 1900-talet menade språkforskaren K.B. Wiklund att samernas särskilda "antropologiska typ" måste ha utvecklats under en längre period av isolering från andra folkgrupper. Fosna- och Komsakulturernas mycket gamla lämningar, som tydde på att människor hade kunnat övervintra vid havskusten under istiden, passade bra in i den teorin. Wiklund tyckte sig även se att den nutida befolkningen i Möre fylke och Sunnfjord, där Fosnakulturens fynd påträffats, var av en "mycket närstående antropologisk typ" till samerna i nordligaste Norge. Denna teori måste idag betraktas som föråldrad och mycket osannolik. Wiklunds teori är grundad på rasteorier som har övergetts.

## Hensbackakulturen
Hensbackakulturen är en arkeologisk kultur under mesolitikum i Västsverige, uppkallad efter en boplats i Foss socken i Munkedals kommun i Bohuslän fornlämning 244 i Foss församling. Man talar om Hensbackakulturen på den svenska sidan upp till Oslofjorden. I Sydskandinavien motsvaras den av Maglemosekulturen. Antalet Hensbackaboplatser i Bohuslän är mycket stort och uppskattas till över 10 000.

### Hensbackaboplatsen
Citat från Kulturlandskap och fornlämningar inom programområde Hensbacka– Brevik utgiven av Bohusläns museum :"Runt gården (Hensbacka) har boplatser från den äldre stenåldern påträffats (Foss 244), vilka gett namn åt den inom arkeologin välkända så kallade Hensbackakulturen. Här har sammanlagt cirka 7000 fynd av flinta ytplockats eller grävts fram. Foss 244 är ett område med stenåldersboplatser inom ett cirka 475–200x425–150 meter (norr-söder) stort område på båda sidorna av Åsanebäckens djupa bäckravin. Platsen har gett namn till den mesolitiska ”Hensbackakulturen” (cirka 9000–7700 före vår tideräkning). Boplatserna inom Foss 244 är svåravgränsade och ligger troligen på olika nivåer. endast få och begränsade undersökningar har gjorts av Hensbackalokalen. Det material som finns från platsen har till stora delar framkommit vid odling och påträffats av olika personer under en längre tid. De första fynden från platsen inlämnades till Statens Historiska museum 1908 och 1909 (Niklasson 1965)."
Hensbacka är en tidigmesolitisk boplats inte långt från Saltkällefjorden som är den av de innersta delarna av den stora Gullmaren som just här nästan klyver Bohuslän itu. Under boplatsens tid nådde den ännu längre in i landet. Boplatsens nivå är numera cirka 65–90 meter över havet och vattnet nådde då i stora sund, bland annat vid Munkedal, in i Vänern. Just vid Hensbacka gick fjorden söderut ned till Uddevalla och nästa fjord, Byfjorden. Det är i denna arkipelag som man skall tänka sig boplatsens kanoter och hyddor vid en bäck som föll ut i fjorden.
Boplatsens invånare livnärde sig genom jakt, fångst och fiske på havet och öarna med preboreal flora och fauna. Troligen var det en säsongsboplats under sommaren. Vid Hensbacka har upprepade plockningar och grävningar ägt rum. Troligen har delar av boplatsen förstörts av bäckens kraftiga erosion och ligger nedrasade i dess sluttningar.

## Andra liknande fynd
På en del av de äldsta boplatserna i Norrland, bland annat i Jämtland och Härjedalen (Övre Särvsjön), finns fynd med samma former och teknik som i Fosnakulturen. Detta har tolkats som att fynden efterlämnats av människor som annars höll till vid den norska kusten men som säsongsvis jagade i inlandet medan de sista resterna av inlandsisen fortfarande låg kvar.